# 사랑하는 당신
《사랑하는 당신》은 1992년 11월 18일부터 이듬해 4월 1일까지 방영되었던 SBS 수목드라마로, 한 가정을 통해 개인하고 가족 간의 사랑에 대한 가치관을 보여준 홈 멜로드라마였다.
패티 김의 히트 노래를 해당 드라마 제목으로 사용하였으며, 내용에 맞게 코믹터치의 음률로 편곡 사용했다.
한편, 회를 거듭할수록 등장인물 모두가 마치 애정결핍증세를 드러내듯이 사랑만 갈구했다는 혹평이 있었으며 MBC 19기 동기들에 밀리다시피한 이창훈 (정현우 역)이 해당 작품을 통하여 SBS 진출을 했지만 다시 친정에 돌아와 《엄마의 바다》로 스타덤에 오르기도 했다.

## 출연
| - 김세윤(이상태) - 서승현(김영자 여사) - 김길호(이봉팔) - 권미혜(오 여사) - 박정수(김영미 여사) | - 임현식(임용칠) - 이병철(박씨) - 권은아(박선화) - 홍리나(이하영) - 이동진(백인철) | - 정호근(성경우) - 양미경(이미숙) - 나성균(진 부장) - 임채무(공지훈) - 김영석(공지훈 친구) | - 장순천(공지훈 부인) - 채유미(오미영) - 지수원(미스 강) - 김동년(송경애) - 송경희(미스 김) | - 윤소정(김 박사) - 김복희(백인철 어머니) - 이창훈(정현우) - 공형진(이재표) - 송나영(이은영) |